# Acanthostelma
- Commons
- Wikispecies

Acanthostelma  (do grego ákantha  (espinho) e stelma (coroa) ) Bidgood & Brummitt, segundo o Sistema APG II, é um gênero botânico da família Acanthaceae.

## Espécies
O gênero apresenta uma única espécie:
- Acanthostelma thymifolium

## Classificação do gênero
| Sistema | Classificação                       | Referência            |
| ------- | ----------------------------------- | --------------------- |
| APG II  | Ordem Lamiales, família Acanthaceae | APweb, versão 9, 2008 |